# Antiarchi
Antiarchi – rząd wymarłych ryb z gromady tarczowców. Żyły w dewonie.